# Agathomyia dubia
Agathomyia dubia är en tvåvingeart som beskrevs av Johnson 1916. Agathomyia dubia ingår i släktet Agathomyia och familjen svampflugor. Inga underarter finns listade i Catalogue of Life.